# Johann Arnold Kanne
Johann Arnold Kanne (Detmold, 31 maggio 1773 – Erlangen, 17 dicembre 1824) è stato un filologo e linguista tedesco.

## Biografia
Dal 1790, studiò teologia e filologia classica all'Università di Göttingen, dove fu allievo di Christian Gottlob Heyne. In seguito, lavorò come insegnante di scuola a Halle an der Saale, Hersbruck e Leutenberg, e fece il soldato negli eserciti sia austriaci che prussiani. Nel 1809, attraverso la mediazione dell'autore Jean Paul, divenne istruttore di archeologia e storia presso il "Real Institute" di Norimberga. Nel 1818 fu nominato professore di lingue orientali all'Università di Erlangen.

## Opere principali
- Ueber die Verwandtschaft der griechischen und teutschen Sprache, 1804.
- Neue Darstellung der Mythologie der Griechen und Römer, 1805.
- Erste Urkunden der Geschichte oder allgemeine Mythologie, 1808.
- Pantheum der ältesten Naturphilosophie, die Religion aller Völker, 1811.
- Sammlung wahrer und erwecklicher Geschichten aus dem Reiche Christi und für dasselbe, 1815–1822.
- Romane aus der Christenwelt, 1817.
- Leben und aus dem Leben merkwürdiger und erweckter Christen, 1816–17.
- Christus im alten Testament, 1818.
- Biblische Untersuchungen und Auslegungen Mit und Ohne Polemik, 1819–1820.[2][3]